# ستار فيلد
ستار فيلد (بالإنجليزية: Starfield)‏ هي لعبة أكشن تقمص الأدوار، من تطوير شركة بيثيسدا غيم ستوديوز ونشر بيثيسدا سوفت ووركس. أُعلن عن اللعبة في معرض الترفيه الإلكتروني في 2018. تم إصدار اللعبة في 6 سبتمبر ، 2023 على منصات مايكروسوفت ويندوز وإكس بوكس سيريس إكس وسيريس أس.

## أسلوب اللعب
ستارفيلد هي لعبة فيديو من نوع أكشن تقمص الأدوار . يمكن للاعبين التبديل بين منظور الشخص الأول ومنظور الشخص الثالث في أي وقت في اللعبة. تتميز ستارفيلد بعالم مفتوح على شكل منطقة داخل مجرة درب التبانة ، تحتوي على أنظمة كوكبية خيالية وغير خيالية ، مع قدرة اللاعبين على الهبوط على أكثر من 1000 كوكب وعدد غير محدد من الأقمار والمحطات الفضائية. تم إنشاء غالبية المناظر الطبيعية داخل اللعبة من الناحية الإجرائية; تم تعديلها لاحقًا وتم تطوير المحتوى المصنوع يدويًا حولها. ستنشئ اللعبة اجرايئا التضاريس والنباتات والحيوانات الغريبة للكوكب اعتمادًا على نجم نظامه وغلافه الجوي، بالإضافة إلى المواقع المثيرة للاهتمام عندما يقترب اللاعب من الكوكب.  أكبر مدينة في اللعبة، نيو أتلانتس، هي أكبر مدينة خيالية طورتها بيثيسدا.  عندما يستكشف اللاعب عالم اللعبة، سيواجه العديد من الشخصيات غير القابلة للعب (شخصية غير قابلة للعب)، وقد ينضم بعضهم إلى طاقم اللاعب. قد تساعد هذه الشخصيات غير القابلة للعب اللاعب في القتال، أو حمل العناصر. قد يعلق البعض على الاختيارات التي يتخذها اللاعب. يجوز للاعب وضع أفراد الطاقم في أي من البؤر الاستيطانية التي تم إنشاؤها. كل شخصية مصاحبة لها مهاراتها وقدراتها الفريدة.
في بداية اللعبة، يمكن للاعب تخصيص شخصيته، وهو بطل الرواية الصامت . يتضمن ذلك اختيار نوع الجسم والمظهر والخلفية والصفات. سيؤدي اختيار خلفية شخصية اللاعب إلى فتح ثلاث مهارات بداية.  مع تقدم اللاعب، سيفتح سمات إضافية قد تساعده أو تعيقه. على سبيل المثال، تمنح سمة الانطوائي اللاعبين مزيدًا من القدرة على التحمل عند السفر بمفرده، ولكنها تقلل من قدرته على التحمل عند السفر مع رفيق. السمات قابلة للإزالة من خلال المهام أو إجراءات معينة.  مع تقدم اللاعب، سيكتسب الخبرة وينتقل إلى المستوى الأعلى، مما يسمح له بفتح القدرات الموجودة في خمس أشجار مهارات متميزة: البدنية والاجتماعية والقتال والعلوم والتقنية. يمكن تصنيف كل مهارة من خلال استكمال التحديات ذات الصلة.  يمكن استخدام مجموعة متنوعة من الأسلحة النارية والمتفجرات والأسلحة المشاجرة لهزيمة الأعداء. معظم الأسلحة قابلة للتخصيص.  بالإضافة إلى ذلك يستطيع اللاعب تجهيز العديد من الحزم النفاثة (تسمى حزم التعزيز)، والتي تساعد اللاعب في كل من القتال واجتياز البيئات غير القابلة للعبور أو الصعبة. عندما هبطت على جرم سماويتختلف قوة الجاذبية المؤثرة على اللاعب حسب كتلة الجسم. وهذا قد يؤثر على القتال.
قبل الهبوط، يمكن للاعب مسح الكواكب لعرض مواردها الطبيعية .  يجب استخراجها أو حصادها لتحقيق العديد من وصفات الصناعة.  يمكن للاعب إنشاء البؤر الاستيطانية. يمكن أن تكون هذه بمثابة منازل أو لتسهيل عمليات استخراج الموارد. في هذه البؤر الاستيطانية، يمكن للاعب تركيب مختبرات للبحث عن العناصر والترقيات القابلة للتصنيع، والتي يتم تصنيفها إلى خمس فئات: علم الصيدلة، والطعام والشراب، وتطوير البؤر الاستيطانية، والمعدات، والأسلحة.
يمكن للاعب إنشاء سفن فضائية أو شرائها أو الاستيلاء عليها. في مختلف الموانئ الفضائية الموجودة على الكواكب، يمكن للاعب شراء وبيع قطع الغيار والسفن الفضائية، أو إصلاحها. تتميز اللعبة بنظام تخصيص السفن المعياري، مما يسمح للاعبين بتعديل المكونات المركزية لسفنهم والمرافق والغرف ولون الطلاء والديكورات والأسلحة. قد تمتلك السفن الفضائية الأكبر حجمًا سعة تخزين ومساحة معيشة أكبر، ولكن سرعة قصوى أقل ونطاق قفز أقصى أقصر. يجب أن تكون الأسلحة مجهزة للدفاع عن سفينة الفضاء الخاصة باللاعب أثناء قتال السفن. تتميز السفن بنظام "تخصيص الطاقة"، حيث يجب على اللاعب تحديد أولويات الأنظمة التي تتلقى مستويات الطاقة في أي وقت. أثناء القتال، قد يختار اللاعب تخصيص الطاقة لأنظمة الأسلحة بدلاً من "Grav Drive" الخاص بسفينته. يمكن ركوب كل من سفن الفضاء المعادية والسلمية

## القصة
تدور احداث القصة في عام 2330 في عالم ما بعد الصراعات القومية بين القوتين United Colonies و Freestar Collective ، حرب استعمارية دموية كان هدفها الأوحد هو الاستيلاء على الأراضي مما جعل الكواكب والمجرات في حالة من الضياع طيلة الـ 20 سنة.
بدأت أحداث اللعبة عندما يقوم شخص بالتنقيب في المناجم لشركة Argus Extractors للتعدين وهي عضو ضمن أكبر منظمة مستكشفة للفضاء Constellation.

## التطوير
وفقا لشركة بيثيسدا، كلفت اللعبة ميزانية تطوير حوالي 200 مليون دولار وقد عمل على تطويرها اكثر من 500 شخص. استغرق تطوير اللعبة حوالي 7 سنوات.

## الاستقبال
| استقبال |                           |
| --- | ------------------------- |
| مجموع النقاط المجموع نقاط ميتاكريتيك (PC) 88/100 [ 10 ] (XSXS) 87/100 [ 11 ] نتائج المراجعة نشرة نقاط دستركتويد 10/10 [ 12 ] غيم إنفورمر 8.5/10 [ 13 ] غيم سبوت 7/10 [ 14 ] غيمز رادار [ 15 ] آي جي إن 7/10 [ 16 ] بي سي غيمر (الولايات المتحدة) 75/100 [ 17 ] بي سي غيمز إن 7/10 [ 18 ] شاك نيوز 9/10 [ 19 ] فيديو غيمر.كوم 9/10 [ 20 ] واشنطن بوست [ 21 ] |                           |
| مجموع النقاط |                           |
| المجموع | نقاط                      |
| ميتاكريتيك | (PC) 88/100 (XSXS) 87/100 |
| نتائج المراجعة |                           |
| نشرة | نقاط                      |
| دستركتويد | 10/10                     |
| غيم إنفورمر | 8.5/10                    |
| غيم سبوت | 7/10                      |
| غيمز رادار | [ 15 ]                    |
| آي جي إن | 7/10                      |
| بي سي غيمر (الولايات المتحدة) | 75/100                    |
| بي سي غيمز إن | 7/10                      |
| شاك نيوز | 9/10                      |
| فيديو غيمر.كوم | 9/10                      |
| واشنطن بوست | [ 21 ]                    |

تلقت اللعبة مراجعات "جيدة جدا بشكل عام"، وفقًا لمجمع المراجعات ميتاكريتيك، حيث حصلت على معدل تقييم 88/100 و 94% على أوبن كريتك.

### مبيعات
وصلت اللعبة إلى أكثر من 230.000 لاعب في أول ساعتين من الوصول المبكر على ستيم.

## روابط خارجية
ستار فيلد على موقع IMDb (الإنجليزية)